# Amphilita punctilinea
Amphilita punctilinea là một loài bướm đêm trong họ Noctuidae.